# Ousmane Dieng
Ousmane Dieng (* 21. Mai 2003 in Villeneuve-sur-Lot) ist ein französischer Basketballspieler.

## Werdegang
Dieng begann beim Villeneuve Basket Club mit dem Basketballsport und wechselte als Jugendlicher zu JSA Bordeaux. Ab 2018 wurde er am französischen Leistungszentrum INSEP ausgebildet. Mehrere namhafte Hochschulen aus den Vereinigten Staaten, darunter die Duke University, die Washington State University und die University of Arizona, zeigten Interesse am Franzosen, der 2021 aber ins Profilager wechselte, als er ein Angebot der New Zealand Breakers annahm. Dieng wurde damit einer von mehreren Spielern, die zur Saison 2021/22 in die National Basketball League (NBL) wechselten, um auf diesem Weg zu versuchen, sich für die nordamerikanische NBA zu empfehlen. In 23 Spielen für die Breakers erzielte der Franzose während der Saison 2021/22 im Schnitt 8,9 Punkte.
Die New York Knicks wählten ihn beim NBA-Draftverfahren im Juni 2022 aus und reichten ihn sofort an die Oklahoma City Thunder weiter. Um Spielerfahrung zu sammeln und sich weiterzuentwickeln, erhielt Dieng die Möglichkeit, auch für Oklahoma City Blue (NBA G-League) aufzulaufen. Mit der Mannschaft gewann der Franzose 2024 die Meisterschaft in der NBA G-League. Dieng wurde als bester Spieler der Finalserie ausgezeichnet.
In der Saison 2024/25 gewann er mit Oklahoma City Thunder den NBA-Meistertitel, kam in der Finalserie aber wenig zum Einsatz.

### Nationalmannschaft
Dieng wurde mit Frankreichs U16-Nationalmannschaft, zu der auch Victor Wembanyama zählte, im August 2019 Zweiter der Europameisterschaft dieser Altersklasse.

## Karriere-Statistiken

### NBA

#### Hauptrunde
| Saison  | Team          | GP | GS | MPG  | FG % | 3P % | FT % | RPG | APG | SPG | BPG | PPG |
| ------- | ------------- | -- | -- | ---- | ---- | ---- | ---- | --- | --- | --- | --- | --- |
| 2022–23 | Oklahoma City | 39 | 1  | 14.6 | .420 | .265 | .652 | 2.7 | 1.2 | 0.4 | 0.2 | 4.9 |
| 2023–24 | Oklahoma City | 33 | 0  | 11.1 | .422 | .300 | .875 | 1.5 | 1.1 | 0.2 | 0.2 | 4.0 |
| Gesamt  | Gesamt        | 72 | 1  | 13.0 | .421 | .280 | .744 | 2.2 | 1.2 | 0.3 | 0.2 | 4.5 |

#### Play-offs
| Saison  | Team          | GP | GS | MPG | FG % | 3P % | FT %  | RPG | APG | SPG | BPG | PPG |
| ------- | ------------- | -- | -- | --- | ---- | ---- | ----- | --- | --- | --- | --- | --- |
| 2023–24 | Oklahoma City | 4  | 0  | 1.8 | .500 | .000 | 1.000 | 0.0 | 0.0 | 0.0 | 0.0 | 0.5 |
| Gesamt  | Gesamt        | 4  | 0  | 1.8 | .500 | .000 | 1.000 | 0.0 | 0.0 | 0.0 | 0.0 | 0.5 |